# Belgijska košarkaška liga
Belgijsko košarkaško prvenstvo, koje trenutno nosi ime Liga Ethias (flamanski: Ethias League, francuski: Ligue Ethias), najviši je razred klupskog košarkaškog natjecanja u Belgiji.

## Momčadi
- Antwerp Giants
- Belgacom Liège Basket
- Dexia Mons-Hainaut
- Generali Okapi Aalstar
- Optima Gent
- Spirou Basket Charleroi
- Stella Artois Leuven Bears
- Telenet Oostende
- VOO Verviers-Pepinster

## Prvaci
| - 1928. Brussels A.C. - 1929. Daring B.C. - 1930. Brussels A.C. - 1931. Brussels A.C. - 1932. Daring B.C. - 1933. Brussels A.C. - 1934. Daring B.C. - 1935. Amicale Sportive - 1936. Amicale Sportive - 1937. Fresh Air - 1938. Fresh Air - 1939. Royal IV - 1940. nije bilo natjecanja - 1941. nije bilo natjecanja - 1942. Royal IV - 1943. nije bilo natjecanja - 1944. nije bilo natjecanja - 1945. nije bilo natjecanja - 1946. Semailles - 1947. Semailles - 1948. Semailles - 1949. Semailles | - 1950. Semailles - 1951. Semailles - 1952. Royal IV - 1953. Royal IV - 1954. Royal IV - 1955. Hellas Gent - 1956. Antwerpse - 1957. Royal IV - 1958. Royal IV - 1959. Antwerpse - 1960. Antwerpse - 1961. Antwerpse - 1962. Antwerpse - 1963. Antwerpse - 1964. Antwerpse - 1965. Racing Mechelen - 1966. Racing Mechelen - 1967. Racing Mechelen - 1968. Standard Luik - 1969. Racing Mechelen - 1970. Standard Luik - 1971. Bus Fruit Lier | - 1972. Bus Fruit Lier - 1973. R. Ford Antwerpse - 1974. Racing Mechelen - 1975. Racing Mechelen - 1976. Racing Mechelen - 1977. Standard Luik - 1978. Fresh Air - 1979. Fresh Air - 1980. Racing Mechelen - 1981. Sunair Oostende - 1982. Sunair Oostende - 1983. Sunair Oostende - 1984. Sunair Oostende - 1985. Sunair Oostende - 1986. Sunair Oostende - 1987. Racing Maes Pils Mechelen - 1988. Sunair Oostende - 1989. Racing Maes Pils Mechelen - 1990. Racing Maes Pils Mechelen - 1991. Racing Maes Pils Mechelen - 1992. Racing Maes Pils Mechelen - 1993. Racing Maes Pils Mechelen | - 1994. Racing Maes Pils Mechelen - 1995. Sunair Oostende - 1996. Spirou Charleroi - 1997. Spirou Charleroi - 1998. Spirou Charleroi - 1999. Spirou Charleroi - 2000. Antwerpen - 2001. Telindus Oostende - 2002. Telindus Oostende - 2003. Spirou Charleroi - 2004. Spirou Charleroi - 2005. Euphony Bree - 2006. Telindus Oostende - 2007. Telindus Oostende - 2008. Spirou Charleroi - 2009. Spirou Charleroi - 2010. Spirou Charleroi - 2011. Spirou Charleroi - 2012. Telenet Oostende |

## Vanjske poveznice
- Službene stranice
- Eurobasket.com Belgijska liga